# Asteroschema sulcata
Asteroschema sulcata is een slangster uit de familie Asteroschematidae.
De wetenschappelijke naam van de soort werd in 1872 gepubliceerd door Ljungman.